# 38. п. н. е.

## Догађаји
- 17. јануар — Октавијан Август се развео од своје супруге Скрибоније и оженио се Ливијом Друзилом, што је окончало крхки мир између Другог тријумвирата и Секста Помпеја.
- Битка код Гиндара